# 홀리 드보
홀리 드보(Holly Deveaux, 1994년 1월 1일 ~ )는 배우이다.

## 영화
- 루키 블루 시즌6 (2015년)
- 뮤턴트 월드 (2014년)
- 빅 머디 (2014년)
- 브레이크아웃 (2013년)
- 리스너 4 (2013년)
- 한니발 시즌1 (2013년)
- 머독 미스터리 시즌4 (2011년)
- 언럭키 (2011년)
- 브레이크아웃 킹스 (2011년)
- 로스트 걸 (2010년)
- 빅토리아 데이 (2009년)